# Akrobat (poemat)
Akrobat – poemat czeskiego poety Vítězslava Nezvala z 1927 roku, włączony później do tomiku Básně noci (Wiersze nocy) z 1930. Został zadedykowany wybitnemu pisarzowi Vladislavovi Vančurze. Utwór jest napisany wierszem wolnym. Nie był tłumaczony na język polski.